# McCune-Reischauer
Romanizarea McCune-Reischauer (pronunție în engleză [məˈkuːn ˈraɪ.ʃaʊ.ər]) este unul dintre cele două cele mai folosite sisteme de romanizare a limbii coreene. O versiune modificată a McCune-Reischauer a fost sistemul oficial de romanizare în Coreea de Sud până în 2000, când a fost înlocuit de Romanizarea revizuită a limbii coreene. O altă variantă de McCune-Reischauer se folosește oficial în Coreea de Nord.
Sistemul a fost creat în 1937 de George M. McCune și Edwin O. Reischauer. Cu câteva excepții, sistemul încearcă nu să translitereze hangul, ci să reprezinte fonetic pronunția cuvintelor.

## Trăsături și critici
Fonologic, limba coreeană nu distinge între consoane sonore și surde; această distincție are loc la nivel fonetic. Consoanele aspirate, precum p', k'  și t', se disting de omoloagele lor neaspirate printr-un apostrof, care poate fi interpretat eronat ca separator între silabe (în 뒤차기 → twich'agi, silabele sunt twi, ch'a și gi). Apostroful este folosit și pentru a distinge între ㄴㄱ (n'g) și ㅇㅇ (ng): 잔금 → chan'gŭm vs. 장음 → changŭm.
Criticii sistemului McCune-Reischauer susțin că utilizatorii neexperimentați omit brevele ( ˘ ) de peste o pentru 어 și cele de peste u pentru 으, fiindcă sunt mai simplu de tastat astfel. Acest lucru poate crea confuzie: o ar putea însemna 오 sau 어, iar u poate însemna 우 sau 으. Deseori, acești utilizatori omit și apostrofurile care disting între consoanele aspirate (ㅋ, ㅌ, ㅍ, ㅊ) și omoloagele lor neaspirate (ㄱ, ㄷ, ㅂ, ㅈ), întețind confuzia.
Apărătorii sistemului McCune-Reischauer sunt de părere că, deși cel mai bine este să se includă brevele și apostrofurile, chiar și atunci când sunt omise, un utilizator neexperimentat și nefamilarizat cu limba coreeană ar putea aproxima cu ușurință pronunția unui cuvânt.
Aceste omisiuni frecvente au fost motivul principal pentru care guvernul din Coreea de Sud a adoptat un sistem revizuit în 2000. Criticii sistemului revizuit susțin că acesta nu reușește să reprezinte 어 și 으 într-o manieră intuitivă și că reprezentarea consoanelor neaspirate nu corespunde cu adevărata lor pronunție.
Între timp, în ciuda adoptării oficiale a noului sistem în Coreea de Sud, sistemul McCune-Reischauer încă este folosit de multe persoane (dinăuntrul și din afara Coreei de Sud) care se ocupă cu studiul Coreei, de convențiile geografice și cartografice internaționale și de Coreea de Nord.
Nici în Coreea de Sud uzul noului sistem nu este universal, cum fusese McCune-Reischauer înaintea lui.

## Ghid
Acesta este un ghid simplificat pentru sistemul McCune-Reischauer. Este deseori folosit pentru transliterarea de denumiri, însă nu convertește corect fiecare cuvânt, fiindcă multe litere coreene sunt pronunțate diferit în funcție de poziția lor.

### Vocale
| Hangul     | ㅏ | ㅐ | ㅑ | ㅒ  | ㅓ | ㅔ | ㅕ | ㅖ | ㅗ | ㅘ | ㅙ  | ㅚ | ㅛ | ㅜ | ㅝ | ㅞ | ㅟ | ㅠ | ㅡ | ㅢ | ㅣ |
| Romanizare | a  | ae | ya | yae | ŏ  | e* | yŏ | ye | o  | wa | wae | oe | yo | u  | wŏ | we | wi | yu | ŭ  | ŭi | i  |

- ㅔ se scrie ë când e precedat de ㅏ sau ㅗ. Acest lucru se face pentr a distinge ㅐ (ae) de ㅏ에 (aë) și ㅚ (oe) de ㅗ에 (oë). Combinațiile ㅏ에 (aë) și ㅗ에 (oë) sunt foarte rar întâlnite în afara propozițiilor în care un substantiv este urmat de o postpoziție: 회사에서 hoesaësŏ („la o companie”), 차고에 ch'agoë („într-un garaj”).
- Numele de familie 이 (李) și 이 (異) se transcriu Yi, nu I, iar 리 (李) se transcrie Ri: 이순신 Yi Sunsin, 리세광 Ri Segwang.[1]

### Consoane
| Hangul     | Hangul   | ㄱ | ㄲ | ㄴ | ㄷ | ㄸ | ㄹ | ㅁ | ㅂ | ㅃ | ㅅ | ㅆ | ㅇ | ㅈ | ㅉ  | ㅊ  | ㅋ | ㅌ | ㅍ | ㅎ |
| Romanizare | Inițială | k  | kk | n  | t  | tt | r  | m  | p  | pp | s  | ss | —  | ch | tch | ch' | k' | t' | p' | h  |
| Romanizare | Finală   | k  | k  | n  | t  | —  | l  | m  | p  | —  | t  | t  | ng | t  | —   | t   | k  | t  | p  | —  |

- Digramele consonantice (ㄳ, ㄵ, ㄶ, ㄺ, ㄻ, ㄼ, ㄽ, ㄾ, ㄿ, ㅀ, ㅄ) apar numai în poziție finală și sunt transcrise după pronunția lor.

|                 |       | Inițiala următoarei silabe | Inițiala următoarei silabe | Inițiala următoarei silabe | Inițiala următoarei silabe | Inițiala următoarei silabe | Inițiala următoarei silabe | Inițiala următoarei silabe | Inițiala următoarei silabe | Inițiala următoarei silabe | Inițiala următoarei silabe | Inițiala următoarei silabe | Inițiala următoarei silabe | Inițiala următoarei silabe | Inițiala următoarei silabe |
| ㅇ1             | ㄱ k  | ㄴ n                       | ㄷ t                       | ㄹ (r)                     | ㅁ m                       | ㅂ p                       | ㅅ2 s                      | ㅈ ch                      | ㅊ ch'                     | ㅋ k'                      | ㅌ t'                      | ㅍ p'                      | ㅎ h                       |                            |                            |
| --------------- | ----- | -------------------------- | -------------------------- | -------------------------- | -------------------------- | -------------------------- | -------------------------- | -------------------------- | -------------------------- | -------------------------- | -------------------------- | -------------------------- | -------------------------- | -------------------------- | -------------------------- |
| Consoană finală | ㄱ k  | g                          | kk                         | ngn                        | kt                         | ngn(S)/ngr(N)              | ngm                        | kp                         | ks                         | kch                        | kch'                       | kk'                        | kt'                        | kp'                        | kh                         |
| Consoană finală | ㄴ n  | n                          | n'g                        | nn                         | nd                         | ll/nn                      | nm                         | nb                         | ns                         | nj                         | nch'                       | nk'                        | nt'                        | np'                        | nh                         |
| Consoană finală | ㄷ t  | d                          | tk                         | nn                         | tt                         | nn(S)/ll(N)                | nm                         | tp                         | ss                         | tch                        | tch'                       | tk'                        | tt'                        | tp'                        | th                         |
| Consoană finală | ㄹ l  | r                          | lg                         | ll/nn                      | ld3                        | ll                         | lm                         | lb                         | ls                         | lj3                        | lch'                       | lk'                        | lt'                        | lp'                        | rh                         |
| Consoană finală | ㅁ m  | m                          | mg                         | mn                         | md                         | mn(S)/mr(N)                | mm                         | mb                         | ms                         | mj                         | mch'                       | mk'                        | mt'                        | mp'                        | mh                         |
| Consoană finală | ㅂ p  | b                          | pk                         | mn                         | pt                         | mn(S)/mr(N)                | mm                         | pp                         | ps                         | pch                        | pch'                       | pk'                        | pt'                        | pp'                        | ph                         |
| Consoană finală | ㅇ ng | ng                         | ngg                        | ngn                        | ngd                        | ngn(S)/ngr(N)              | ngm                        | ngb                        | ngs                        | ngj                        | ngch'                      | ngk'                       | ngt'                       | ngp'                       | ngh                        |

1. ㅇ este folosit în poziție inițială pentru a indica lipsa unei consoane; în poziție finală, acesta reprezintă ng.
2. 쉬 se transcrie shwi.
3. În cuvinte sino-coreene, se folosesc lt și lch respectiv.

Pentru ㄱ, ㄷ, ㅂ și ㅈ, se folosesc g, d, b și j dacă sunt sonore; altfel se folosesc k, t, p și ch. Astfel de pronunții au prioritate față de tabelul de mai sus.

### Exemple
- Consoane surde/sonore
  - 가구 kagu
  - 등대 tŭngdae
  - 반복 panbok
  - 주장 chujang
- Evident, ㅇ inițial este neglijat în romanizare, fiindcă el doar indică absența unui sunet.
  - 국어 (pronunțat 구거) kugŏ (nu kukŏ)
  - 믿음 (pronunțat 미듬) midŭm (nu mitŭm)
  - 법인 (pronunțat 버빈) pŏbin (nu pŏpin)
  - 필요 (pronunțat 피료) p'iryo (nu p'ilyo)
- r vs. l
  - r
    - Între două vocale: 가로 karo, 필요 p'iryo
    - Înainte de ㅎ h inițial: 발해 Parhae, 실험 sirhŏm

  - l
    - Înainte de o consoană (mai puțin înainte de ㅎ h inițial), sau la final de cuvânt: 날개 nalgae, 구별 kubyŏl, 결말 kyŏlmal
    - ㄹㄹ se scrie ll: 빨리 ppalli, 저절로 chŏjŏllo
- Asimilări de consoane
  - 연락 (pronunțat 열락) yŏllak
  - 독립 (pronunțat 동닙) tongnip
  - 법률 (pronunțat 범뉼) pŏmnyul
  - 않다 (pronunțat 안타) ant'a
  - 맞히다 (pronunțat 마치다) mach'ida
- Palatalizări
  - 미닫이 (pronunțat 미다지) midaji
  - 같이 (pronunțat 가치) kach'i
  - 굳히다 (pronunțat 구치다) kuch'ida

#### Excepții care nu folosesc tocmai pronunția
- Secvențele -ㄱㅎ-, -ㄷㅎ- (doar când nu are loc palatalizarea)/-ㅅㅎ-, -ㅂㅎ- se scriu, respectiv, kh, th, ph, deși se pronunță exact la fel ca ㅋ (k'), ㅌ (t'), ㅍ (p').
  - 속히 sokhi (pronunțat 소키)
  - 못하다 mothada (pronunțat 모타다)
  - 곱하기 kophagi (pronunțat 고파기)
- Când o consoană neaspirată simplă (ㄱ, ㄷ, ㅂ, ㅅ, ㅈ) devine tare (ㄲ, ㄸ, ㅃ, ㅆ, ㅉ) în mijlocul unui cuvânt, se scrie, respectiv, k, t, p, s, ch, deși se pronunță la fel ca ㄲ (kk), ㄸ (tt), ㅃ (pp), ㅆ (ss), or ㅉ (tch).
  - 태권도 (pronunțat 태꿘도) t'aekwŏndo
  - 손등 (pronunțat 손뜽) sontŭng
  - 문법 (pronunțat 문뻡) munpŏp
  - 국수 (pronunțat 국쑤) kuksu
  - 한자 (漢字, pronunțat 한짜) hancha

## Varianta nord-coreeană
În varianta nord-coreeană de McCune-Reischauer, consoanele aspirate sunt reprezentate nu prin adăugarea unui apostrof, ci prin adăugarea unui h. De exemplu, 평안 este redat astfel: Phyŏngan. În sistemul original, acesta ar fi devenit P'yŏngan.

## Varianta sud-coreeană
O variantă de McCune-Reischauer a fost folosită oficial în Coreea de Sud între 1984 și 2000. Mai jos urmează diferențele față de McCune-Reischauer original:
- 시 se scria shi în loc de si. Când ㅅ e urmat de ㅣ, el e pronunțat [ɕ] (similar cu ș din română), în loc de [s]. Sistemul original folosește sh doar în combinația 쉬 shwi; în Coreea de Sud, se transcria swi.
- ㅝ se scria wo în loc de wŏ. Diftongul w (ㅗ sau ㅜ semivocalic) + o (ㅗ) nu există în fonologia coreeană, așa că guvernul sud-coreean a omis breva din wŏ.
- Se foloseau cratime în loc de apostrofuri și treme pentru dezambiguizare între ㄴㄱ și ㅇㅇ, între ㅏ에 și ㅐ, și între ㅗ에 și ㅚ. Astfel, apostrofurile se foloseau doar pentru a indica aspirația, iar ë nu se folosea deloc.
- ㄹㅎ se transcria lh în loc de rh.
- Se indica aspirația indusă de asimilarea unui ㅎ inițial. Astfel, ㄱㅎ se scria k'  în loc de kh.

Următorul tabel ilustrează aceste diferențe:
| Cuvânt   | McCune-Reischauer | Varianta sud-coreeană | Traducere            |
| -------- | ----------------- | --------------------- | -------------------- |
| 시장     | sijang            | shijang               | piață                |
| 쉽다     | shwipta           | swipta                | ușor                 |
| 소원     | sowŏn             | sowon                 | speranță, dorință    |
| 전기     | chŏn'gi           | chŏn-gi               | electricitate        |
| 상어     | sangŏ             | sang-ŏ                | rechin               |
| 회사에서 | hoesaësŏ          | hoesa-esŏ             | la o companie        |
| 차고에   | ch'agoë           | ch'ago-e              | într-un garaj        |
| 발해     | Parhae            | Palhae                | Balhae               |
| 직할시   | chikhalsi         | chik'alshi            | oraș guvernat direct |
| 못하다   | mothada           | mot'ada               | a nu se descurca cu  |
| 곱하기   | kophagi           | kop'agi               | înmulțire            |

## Alte sisteme
Un al treilea sistem, sistemul de Romanizare de la Yale (un sistem de transliterare), există, însă se folosește numai în literatura academică, în special în lingvistică.
Sistemul Konțevici, bazat pe sistemul Holodovici, se folosește pentru transliterarea limbii coreene în alfabetul chirilic. La fel ca romanizarea McCune-Reischauer, acesta încearcă mai degrabă să reprezinte pronunția unui cuvânt, decât să stabilească o corespondență 1:1 între litere.